# Feketeszőrű szalagoscincér
A feketeszőrű szalagoscincér (Leptura quadrifasciata) a cincérfélék családjába tartozó, Eurázsiában honos, lombos fákon élő bogárfaj. 

## Megjelenése
A feketeszőrű szalagoscincér testhossza 10-20 mm. Testalkata megnyúlt, karcsú. Az előtor oldala ívelő, hátsó pereme kiszélesedő; szárnyfedői ék alakúak, oldalvonalaik a válltól kezdve keskenyednek. Alapszíne fekete, szárnyfedőit négy széles, sárga vagy barnássárga keresztsáv díszíti; varratán fekete csík húzódik, kettéválasztva a sárga sávokat. Az előtort sárga vagy szürkés, a halántékot barna vagy fekete szőrök fedik; az előtor elülső és hátulsó szegélyén a szőrök nem tömörülnek sűrű szőrbojtba.

## Elterjedése és életmódja
Eurázsiában honos, az Ibériai-félszigettől Kamcsatkáig. Magyarországon a hegyvidékeken elterjedt, viszonylag gyakori, a síkvidékeken ritka.  
Lárvája különféle lomblevelű fák, bokrok (éger, bükk, tölgy, fűz, nyír, nyár, som, mogyoró stb.) elhalt törzsében, száraz rönkjeiben fejlődik. Életciklusa 2-4 évig tart. Az imágó június végétől augusztusig rajzik. Nappal aktív, többnyire virágokon (főleg ernyősökön) tartózkodik.

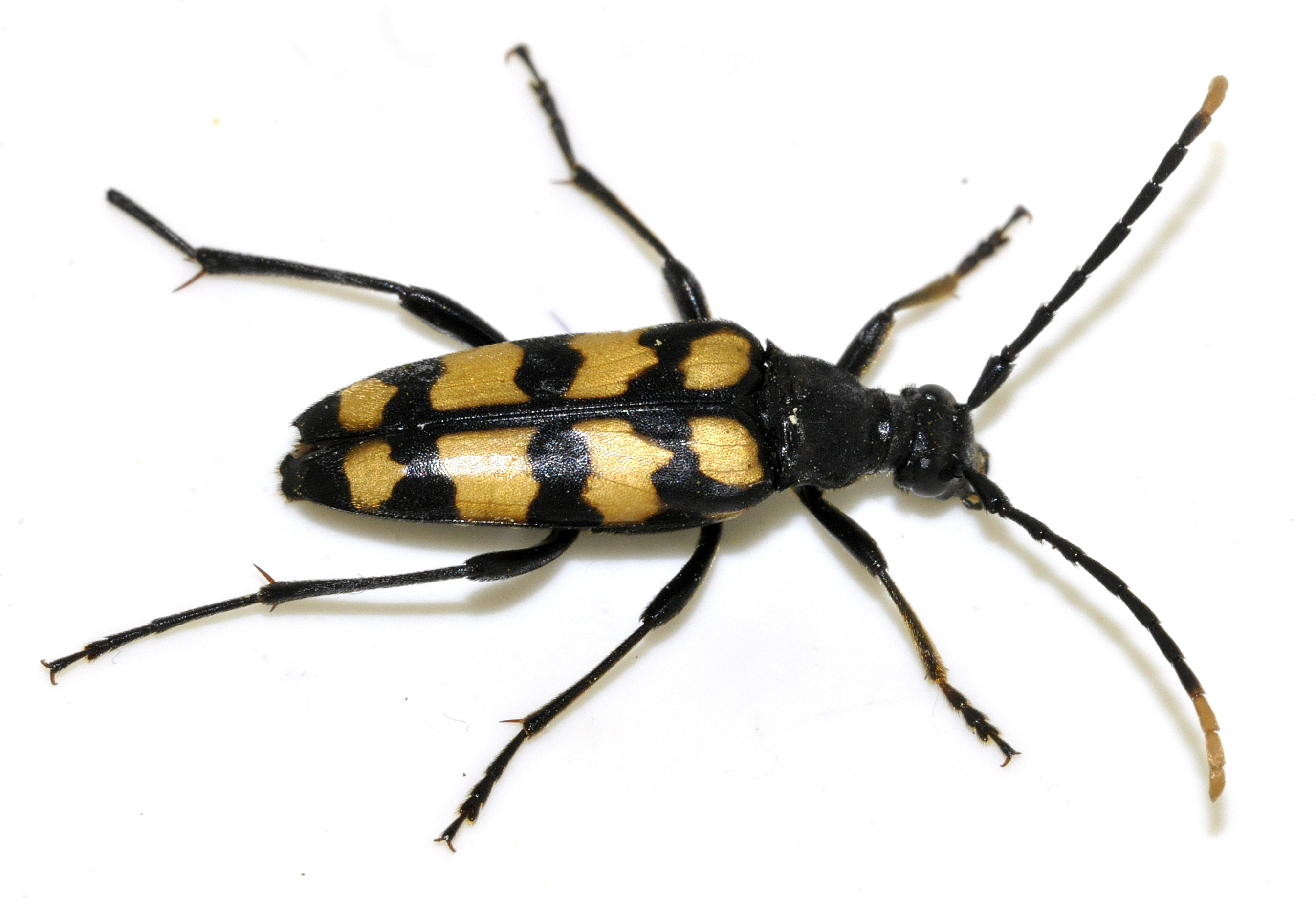
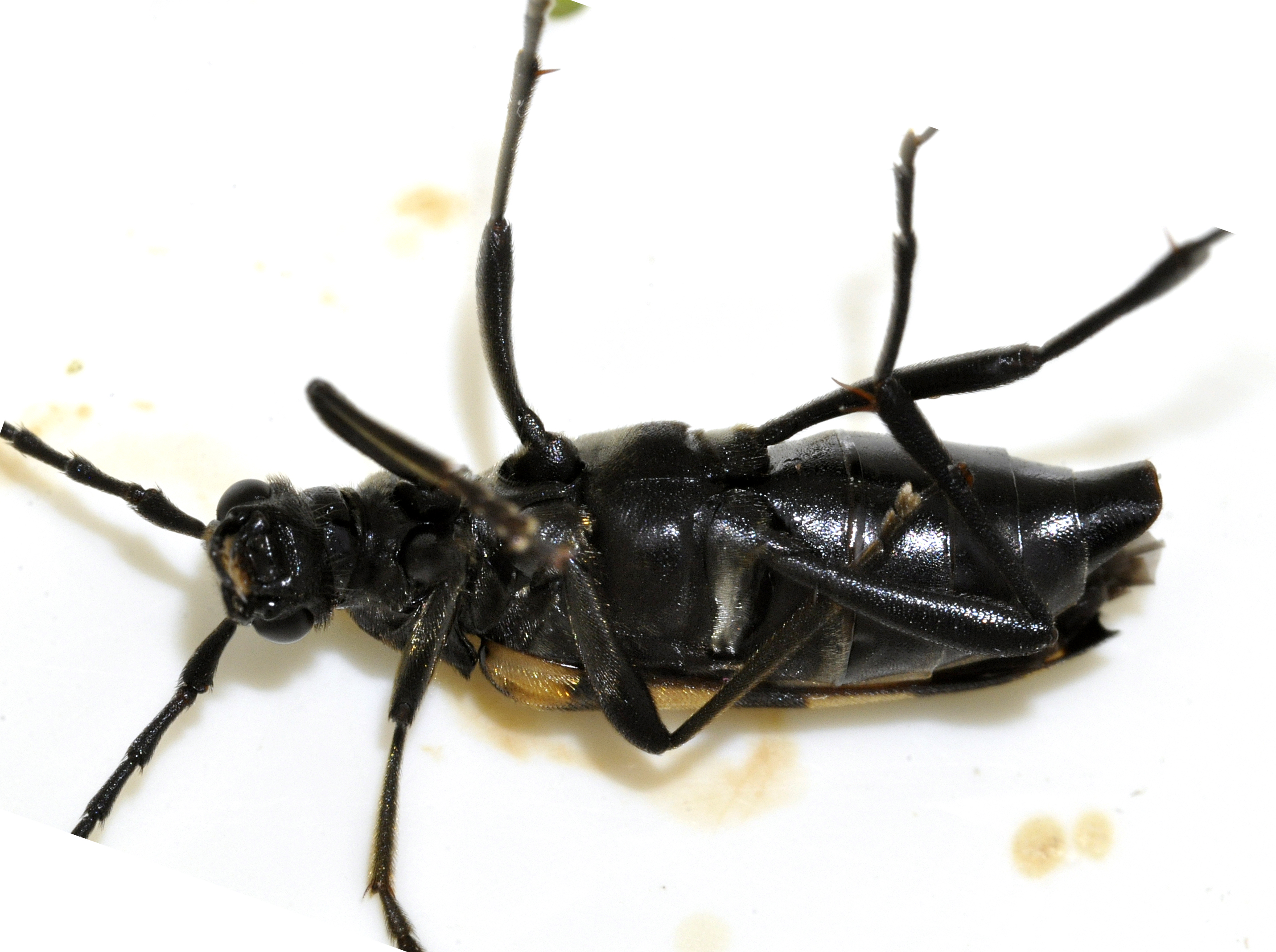
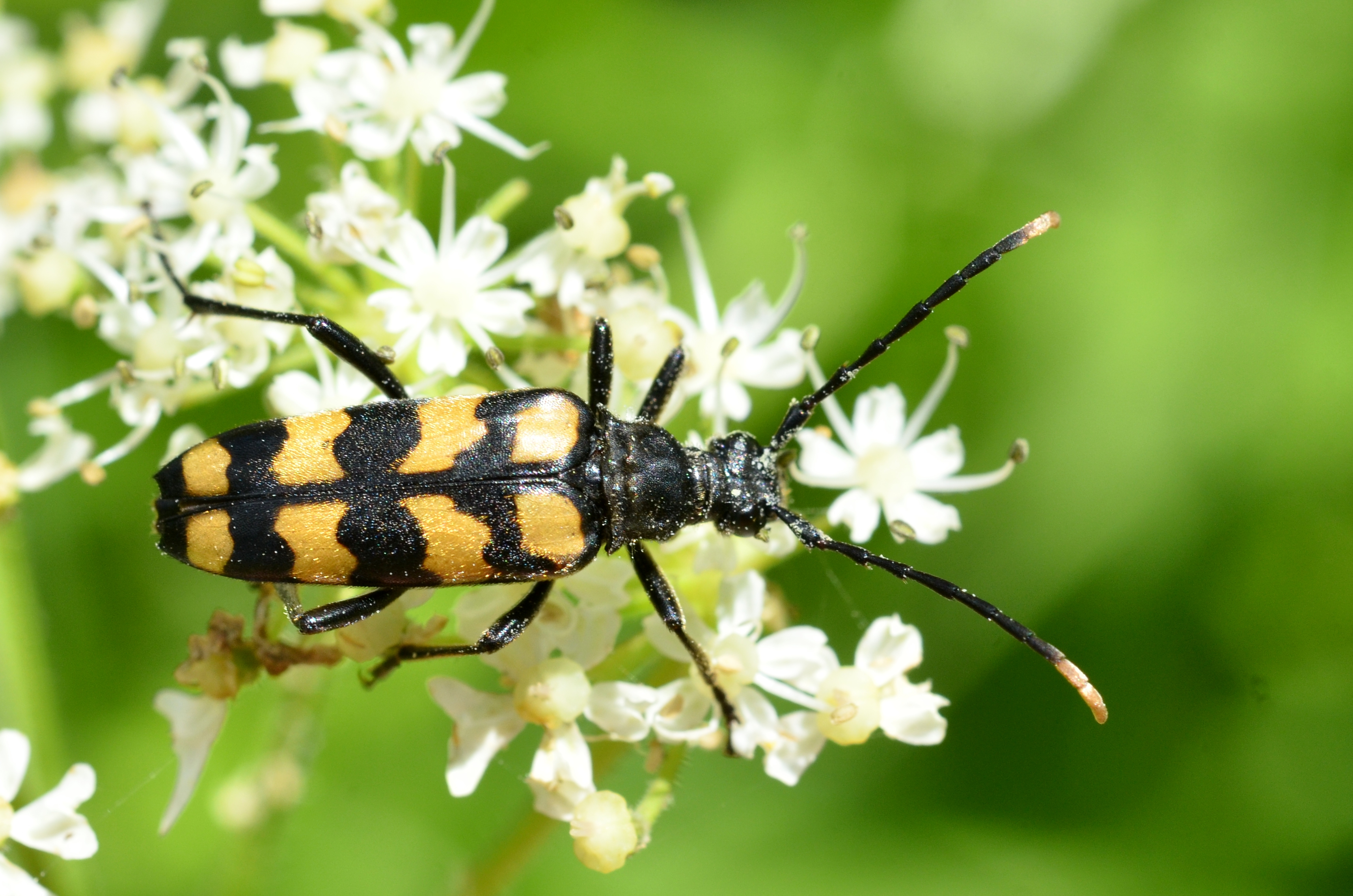
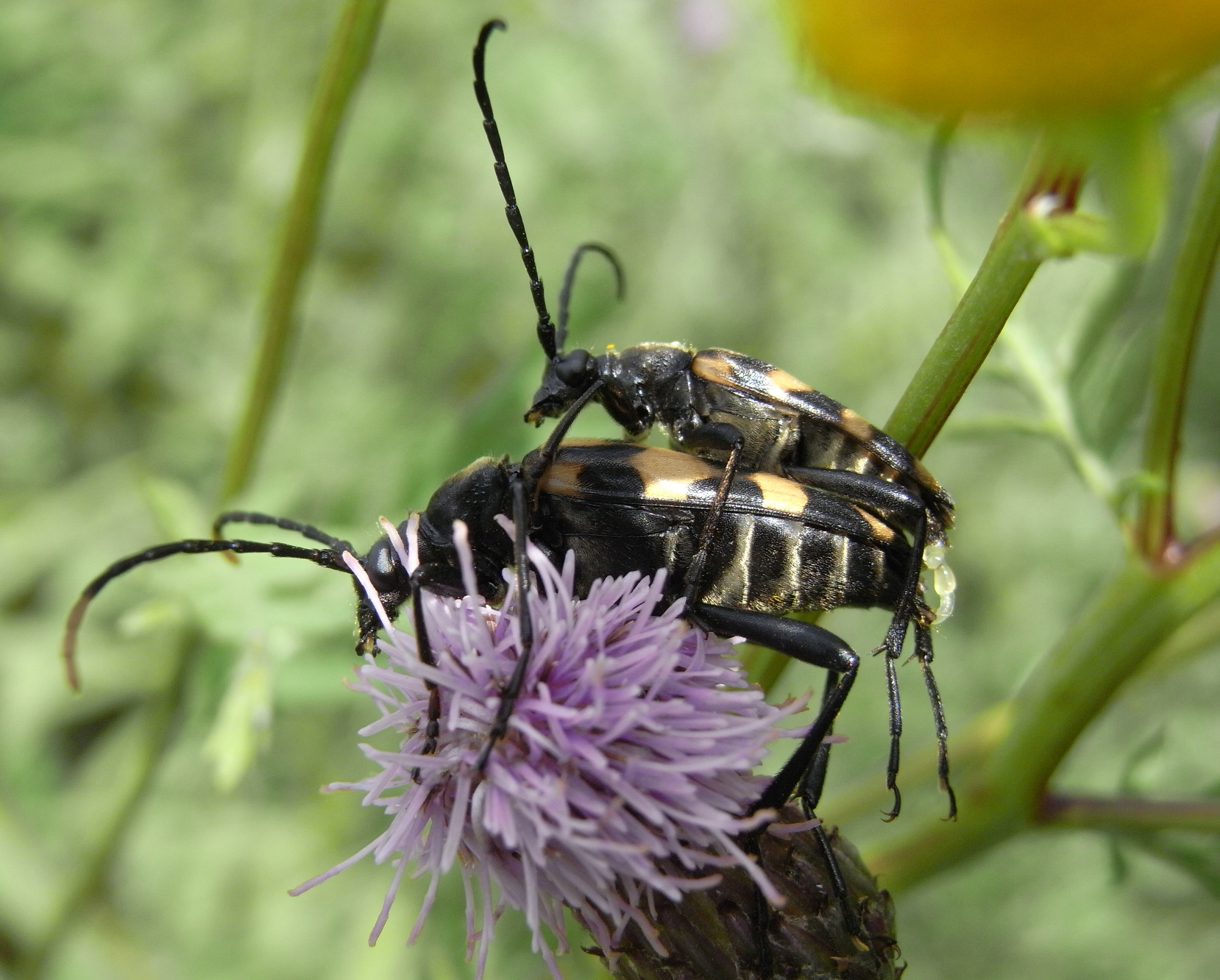

Magyarországon nem védett.